# Mudbidri
Mudbidri (o Mudabidri, Mudbidri) è una città dell'India di 25.710 abitanti, situata nel distretto del Kannada Meridionale, nello stato federato del Karnataka. In base al numero di abitanti la città rientra nella classe III (da 20.000 a 49.999 persone).

## Geografia fisica
La città è situata a 13° 4' 60 N e 74° 58' 60 E e ha un'altitudine di 146 m s.l.m..

## Società

### Evoluzione demografica
Al censimento del 2001 la popolazione di Mudbidri assommava a 25.710 persone, delle quali 12.353 maschi e 13.357 femmine. I bambini di età inferiore o uguale ai sei anni assommavano a 2.534, dei quali 1.328 maschi e 1.206 femmine. Infine, coloro che erano in grado di saper almeno leggere e scrivere erano 20.360, dei quali 10.181 maschi e 10.179 femmine.